# Каасапа (департамент)
Каасапа (на испански: Caazapá) е един от 17-те департамента на южноамериканската държава Парагвай. Намира се в южната част на страната. Площта му е 9496 квадратни километра, а населението – 192 031 души (по изчисления за юли 2020 г.).

## Райони
Каагуасу е разделен на 10 района, някои от тях са:
1. Буена Виста
2. Каасапа
3. Сан Хуан Непомусено